# Мулаомерович, Дамир
Дами́р Мулаоме́рович (босн. Damir Mulaomerović; 19 сентября 1974, Тузла) — хорватский баскетболист и тренер, игравший на позиции разыгрывающего защитника. Главный тренер баскетбольного клуба «Цедевита Джуниор». 
Выступал на профессиональном уровне в середине 1990-х — начале 2010-х годов, представлял многие европейские клубы, в составе греческого «Панатинаикоса» победитель Евролиги 2001/2002, с хорватской национальной сборной участник летних Олимпийских игр в Атланте и четырёх чемпионатов Европы. Также известен как тренер по баскетболу.

## Биография
Дамир Мулаомерович родился 19 сентября 1974 года в городе Тузла, Социалистическая Федеративная Республика Югославия (ныне Босния и Герцеговина).
Начал спортивную карьеру в возрасте шестнадцати лет в местном баскетбольном клубе «Слобода Дита», отыграл здесь в течение четырёх лет, в 1994 году стал обладателем Кубка Боснии. Из-за начавшейся Боснийской войны вынужден был бежать в Хорватию, где присоединился к загребской команде «Цибона», в составе которой неоднократно выигрывал А1 Лигу и Кубок Крешимира Чосича, главные баскетбольные турниры страны.
Будучи боснийцем, Мулаомерович хотел попасть в новообразованную национальную сборную Боснии и Герцеговины, однако руководство команды не считало его достаточно перспективным игроком и не приглашало в состав, поэтому в итоге он принял хорватское гражданство и стал выступать за сборную Хорватии, куда его пригласил главный тренер Петар Сканси. В частности, вместе с хорватами он выступал на летних Олимпийских играх 1996 года в Атланте — занял в группе «А» третье место, после чего в четвертьфинале со счётом 71:73 уступил сборной Австралии (кроме того, в утешительных матчах хорваты проиграли Бразилии и заняли итоговое седьмое место). Впоследствии в течение многих лет представлял Хорватию на различных международных турнирах, участвовал в четырёх чемпионатах Европы, хотя значительных успехов в составе сборной не добился.
На клубном уровне в период 1998—1999 годов Мулаомерович играл за итальянский «Фортитудо», с которым стал обладателем Кубка Италии, затем три сезона выходил на площадку в цветах турецкого клуба «Эфес Пилсен», с которым выиграл Кубок Турции. Одним из самых успешных сезонов в его спортивной карьере оказался сезон 2001/2002 в греческом «Панатинаикосе», одержавшем победу в Евролиге.
В дальнейшем Дамир Мулаомерович часто менял клубы, так, за достаточно короткий промежуток времени он успел побывать в испанском «Реал Мадриде» (2002—2003), греческих ПАОКе (2003—2005), «Панеллиниосе» (2005—2006), «Олимпиакосе» (2006—2007). Так или иначе, именно с греческими первенствами связаны главные его достижения, он неоднократно признавался лучшим игроком команд по количеству результативных передач и набранных очков. В 2008 году он вернулся в «Цибону», где планировал завершить карьеру, однако затем провёл ещё один сезон в ПАОКе и, наконец, присоединился к другому хорватскому клубу «Загреб», с которым вновь стал чемпионом страны и обладателем Кубка Хорватии. В 2012 году официально объявил о завершении карьеры профессионального спортсмена.
После завершения спортивной карьеры Мулаомерович перешёл на тренерскую работу. В период 2013—2015 он возглавлял родную боснийскую команду «Слобода Дита», начиная с 2015 года занимает должность главного тренера загребской «Цибоны».
11 мая 2016 года был назначен главным тренером сборной Боснии и Герцеговины.